# Warning Signs
«Señales de Alerta» —título original en inglés: «Warning Signs»— es el tercer episodio de la novena temporada de la serie de televisión posapocalíptica, horror The Walking Dead. En el guion estuvo cargo David Leslie Johnson-McGoldrick y Daisy von Scherler Mayer dirigió el episodio, que salió al aire en el canal AMC el 21 de octubre de 2018. Fox hará lo propio en España e Hispanoamérica el día siguiente, respectivamente.

## Trama
La construcción en el puente continúa. Como ella prometió a Michonne, Maggie trae una camioneta llena de suministros desde Hilltop al Santuario cuando es detenida por un grupo de Salvadores que buscan a su miembro desaparecido, Justin. Algunos de los salvadores rebeldes comienzan a llamar a Maggie "la Viuda", el nombre que Negan había usado de manera degradante, pero Arat y Laura, dos de las salvadoras principales, pusieron fin rápidamente a este conflicto. Mientras discuten esto, el cuerpo reanimado de Justin aparece desde el bosque. Después de dejarlo, está claro que Justin murió por manos humanas antes de reanimarse.
A medida que se extiende la noticia del asesinato de Justin, los ánimos comienzan a estallar en el campamento de construcción entre los salvadores y los otros grupos. Rick llega a tiempo para detener cualquier violencia inmediata y promete a los salvadores que se investigará. Rick comienza a hablar con su propia gente para ver si vieron algo. El Padre Gabriel, quien iba a estar de guardia con Anne pero se había alejado en secreto, informa que no vio nada. Daryl está algo ofendido cuando Rick duda que el podría haber matado a Justin. Gabriel habla con Anne más tarde, pero ella afirma que no vio nada, aunque en realidad había visto pasar un helicóptero. Anne expresa su preocupación de que ella siente que los salvadores desconfían de ella, habiendo sido llamada "la Dama de la Basura".
Rick decide formar varios equipos para buscar pistas en el área del asesinato de Justin. Un equipo incluye a Maggie y Cyndie, quienes encuentran que los caminantes se sienten atraídos hacia una casa donde un pedazo de chapa metálica cuelga de su techo, haciendo ruido. Cuando se acercan a la casa para despejarlo y detener el ruido, Cyndie explica que aquí es donde algunos de sus miembros de Oceanside solían vivir antes de que Simon y los Salvadores vinieran y mataran a todos sus hombres. Maggie y Cyndie trabajan para limpiar la casa, pero se meten en un poco de problemas justo antes de que Rick y otras parejas lleguen, despachando a los caminantes. Encuentran a un equipo, Arat y Beatrice, que deberían haber estado más cerca de ayudar a los que no estaban presentes, y fuera del contacto por radio. Van a buscar a los dos y, finalmente, encuentran a Beatrice inconsciente, mientras que las cosas de Arat se han dejado en el suelo cercano.
Reagrupándose en el campamento, Rick y sus aliados más confiables deciden separarse y buscar nuevamente, pero sin la ayuda de los salvadores, en caso de que tengan la culpa. Rick y Carol salen como un solo grupo, y se encuentran con algunos de los salvadores dirigidos por Jed. Jed sostiene a Carol debajo de un cuchillo, exigiendo que Rick deje caer su arma para que puedan regresar al Santuario de manera segura, pero Carol logra dominar a Jed y apuñalarlo en el hombro. Daryl y Maggie encuentran algunos cuerpos de caminantes, uno con un arpón, y los siguen hasta un edificio del centro de recuperación donde varios miembros de Oceanside, incluidos Cyndie y Beatrice, quienes tienen cautiva a Arat y a punto de ejecutarla. Cyndie revela que Justin y Arat han sido los responsables de algunas de las muertes de los salvadores, que se involucraron a los que asesinatos a sus esposos, hijos y hermanos, justificados por la decisión de Maggie de ahorcar a Gregory. Arat fue la responsable de la muerte de los hermanos de Cyndie y ella recuerda lo que Arat había dicho cuando ejecutaron a sus hombres: "No hay excepciones". Después de escuchar esto, Maggie y Daryl se dan la vuelta, y permiten que Cyndie ejecute a Arat.
Anne regresa al patio de chatarra de los carroñeros. Localiza un caché oculto y recupera una radio que hace una llamada solicitando una recogida en helicóptero. La voz masculina en el otro extremo le pregunta si tiene una "A" o una "B", pero no tiene ninguna. El hombre le dice que esté lista al día siguiente, pero solo si tiene una "A". Cuando termina la llamada, Anne ve que Gabriel la había seguido hasta allí y escuchó la llamada. Gabriel deduce que Anne había cambiado previamente personas a este agente desconocido por suministros, y había planeado hacer eso con Rick y él antes. Anne sugiere que si él la ayuda, también podría unirse a ellos. Gabriel se niega y planea decirle a Rick, pero Anne lo detiene. Ella le dice que una vez pensó en él como una "B", pero él podría ser la "A" que ella necesita.
Al día siguiente, la mayor parte de los Salvadores abandonan el campamento de construcción para regresar al Santuario. Maggie y Daryl caminan por un rumbo diferente; Maggie le dice a Daryl que intentaron el modo de Rick, y no funcionó, por lo que ahora necesitan tomar otra dirección, y es hora de conocer a Negan.

## Desarrollo y producción
La cabaña que Maggie y Cyndie despejaron de los caminantes fue arreglada para ser un homenaje a George A. Romero Night of the Living Dead. El entorno alrededor de la cabina incluye una bomba de gas quemada y una camioneta pickup, esta última con los restos carbonizados de un pasajero, un Easter egg a los eventos de la película.
Este episodio marca la salida de los personajes recurrentes Arat (Elizabeth Ludlow) y Justin (Zach McGowan), debido a que sus personajes fueron asesinados por Beatrice (Briana Venskus). Elizabeth Ludlow apareció por primera vez en el episodio de la séptima temporada "The Cell".

## Recepción

### Respuesta Crítica
"Warning Signs" recibió aclamación crítica de los críticos. En Rotten Tomatoes, el episodio tiene un índice de aprobación del 100% con un puntaje promedio de 8.43 sobre 10 basado en 17 revisiones. El consenso crítico dice: '"Warning Signs" equilibra el suspenso hábilmente construido con los raros momentos de respiro para crear una de las mejores entregas de The Walking Dead en años.

### Índices de audiencia
"Warning Signs" recibió una audiencia total de 5.04 millones con una calificación de 1.9 en adultos de 18 a 49 años. Fue el programa de cable con mejor puntuación de la noche, y el episodio marcó un ligero aumento en la audiencia desde la semana anterior, que tuvo 4,95 millones de espectadores.